# ペリラケトン
ペリラケトン (英: Perilla ketone) は、天然化合物の一つ。フラン環の3位にケトン基を含む6炭素の側鎖のついた構造をもち、テルペノイドに分類される。無色油状だが酸素と反応しやすく、時間経過につれ色がつく。1943年にエゴマ (Perilla frutescens) の精油中から分離同定された。ペリラケトンはエゴマの葉や種子に含まれ、動物に対する毒性がある。放牧中にウシやウマがエゴマを食べるとペリラケトンにより肺水腫が引き起され、エゴマ中毒と呼ばれることがある。

## 合成
ペリラケトンの合成は1957年に3-フロイルクロリドと、イソアミルグリニャール試薬および塩化カドミウムから作られるギルマン試薬に似た有機カドミウム化合物を出発物質として達成された。また、テトラヒドロフランを溶媒とした、3-フリル有機スズ化合物とイソカプロイルクロリドの右田・小杉・スティルカップリングにより収率74%で得ることができる。